# 陶仲金
陶仲金（1897年—1984年），越南工程師，在1945年至1946年間擔任越南民主共和國臨時政府交通公政部部長。

## 生平

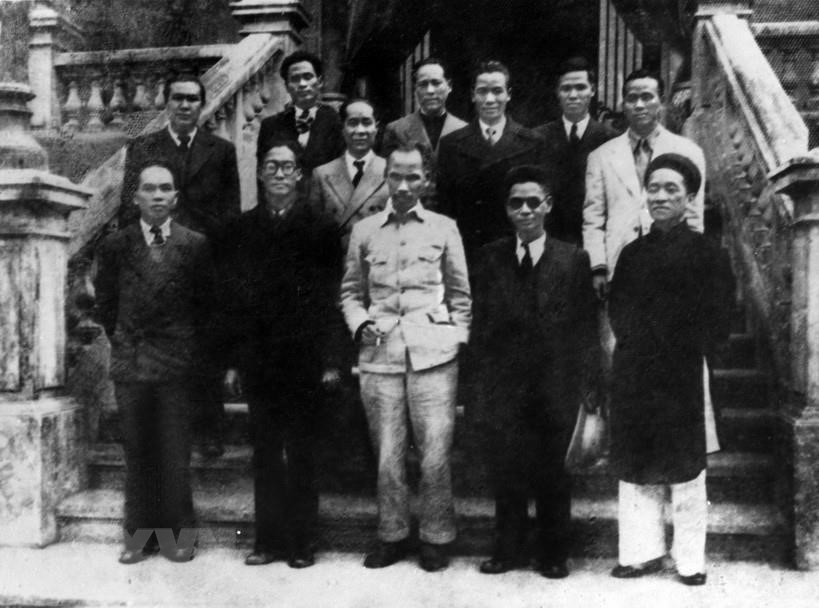
1945年越南民主共和國臨時革命政府成員，陶仲金立於胡志明（第一排排左三）正後方

八月革命期間，陶仲金支持了革命。他與其他一些知識分子一起被邀請加入了胡志明領導的越南民主共和國臨時政府，並擔任了181天的臨時政府交通公政部部長（1945年8月28日至1946年3月2日）。

## 評價
原越南水利部（今農業與農村發展部）高級專員曾是陶仲金的學生，他這樣評價道：“這不只是我的觀點，也是別人的觀點。他（陶仲金）的專業貢獻非常重要，並且得到了其他專家的認可和年輕一代工程師的高度讚賞。”